# アイルランドフィギュアスケート選手権
アイルランドフィギュアスケート選手権（英語: Irish Figure Skating Championships）は、アイルランドのフィギュアスケートの国内選手権。

## 概要
アイルランドのフィギュアスケート選手権は、3月-5月の春の季節に、シングル競技のシニアクラス・ジュニアクラス・ノービスクラスまたアダルトクラスなどが行われているが、参加者が1組のみや参加者がいないことが多い。

## 歴代メダリスト

### 男子シングル
| 年        | 開催地       | 金                   | 銀         | 銅         |
| --------- | ------------ | -------------------- | ---------- | ---------- |
| 2008/2009 | ダンドーク   | Viv Parnell-Murphy   | 競技者なし | 競技者なし |
| 2009/2010 | ダンドーク   | Viv Parnell-Murphy   | 競技者なし | 競技者なし |
| 2010/2011 | 非実施       | 非実施               | 非実施     | 非実施     |
| 2011/2012 | ベルファスト | Brendan Dorrian      | 競技者なし | 競技者なし |
| 2012/2013 | ベルファスト | Brendan Dorrian      | 競技者なし | 競技者なし |
| 2013/2014 | ベルファスト | コナー・ステイクラム | 競技者なし | 競技者なし |
| 2014/2015 | ベルファスト | コナー・ステイクラム | 競技者なし | 競技者なし |
| 2015/2016 | ロンドン     | コナー・ステイクラム | 競技者なし | 競技者なし |

### 女子シングル
| 年        | 開催地       | 金                 | 銀         | 銅         |
| --------- | ------------ | ------------------ | ---------- | ---------- |
| 2008/2009 | ダンドーク   | クララ・ペーターズ | 競技者なし | 競技者なし |
| 2009/2010 | ダンドーク   | クララ・ペーターズ | 競技者なし | 競技者なし |
| 2010/2011 | 非実施       | 非実施             | 非実施     | 非実施     |
| 2011/2012 | ベルファスト | クララ・ペーターズ | 競技者なし | 競技者なし |
| 2012/2013 | ベルファスト | クララ・ペーターズ | 競技者なし | 競技者なし |
| 2013/2014 | ベルファスト | クララ・ペーターズ | 競技者なし | 競技者なし |
| 2014/2015 | ベルファスト | クララ・ペーターズ | 競技者なし | 競技者なし |
| 2015/2016 | ロンドン     | クララ・ペーターズ | 競技者なし | 競技者なし |